# Stenocercus chlorostictus
Stenocercus chlorostictus är en ödleart som beskrevs av  John E. Cadle 1991. Stenocercus chlorostictus ingår i släktet Stenocercus och familjen Tropiduridae. Inga underarter finns listade i Catalogue of Life.